# Martin Gareis
Martin Gareis född 6 oktober 1891 i Buch nära Berlin död 26 februari 1976 i Kreuth ca 50 km söder om München vid gränsen mot Österrike. Tysk militär. Gareis befordrades till generalmajor i februari 1942 och till general i infanteriet i april 1945. Han erhöll Riddarkorset av järnkorset  i november 1943.
Gareis var
- befälhavare för 282. infanteriregementet september 1939 - december 1941
- befälhavare för 98. infanteridivisionen december 1941 – februari 1944
- befälhavare för 264. infanteridivisionen maj – oktober 1944
- till förfogande för överbefälhavaren oktober 1944 – januari 1945
- befälhavare för XLVI. pansarkåren januari – maj  1945

Gareis var i brittisk krigsfångenskap maj 1945 – juni 1947.